# The Divergent Series: Insurgent – Original Motion Picture Soundtrack
The Divergent Series: Insurgent – Original Motion Picture Soundtrack là album nhạc phim chính thức của bộ phim hành động khoa học viễn tưởng năm 2015 của Mỹ, Những kẻ nổi loạn, chuyển thể từ cuốn thứ hai của bộ ba cuốn tiểu thuyết Divergent. Phần nhạc nền của bộ phim được biên soạn bởi Joseph Trapanese, trong khi Randall Poster trở lại với vai trò giám sát sản xuất của anh. Album nhạc phim cùng với phần nhạc nền được phát hành bởi hãng thu âm Interscope Records vào ngày 17 tháng 3 năm 2015.

## The Divergent Series: Insurgent – Original Motion Picture Soundtrack

### Bối cảnh
Nhà giám sát âm nhạc Randall Poster nói về album nhạc phim rằng, "có rất nhiều bài hát phong phú và đầy nội lực tập trung trong phần nhạc phim này. Đó không phải là những bài hát cho những kẻ yếu mềm, mà thay vào đó là những bài ca về sự can trường. Âm nhạc khích động sự nổi loạn trong bạn." Ban đầu Ellie Goulding, nữ ca sĩ đã đóng góp rất nhiều cho Divergent: Original Motion Picture Soundtrack và cũng là người góp giọng cho nữ nhân vật chính của The Divergent Series, Beatrice "Tris" Prior, được dự đoán là sẽ trở lại với phần nhạc phim này, nhưng cuối cùng cô lại không xuất hiện trong album.
M83 và Woodkid đều trở lại sau khi góp giọng cho album nhạc phim của bộ phim đầu tiên. Thêm vào đó cặp đôi nhạc rock người Anh Royal Blood, ba chị em trong ban nhạc indie rock Haim, ban nhạc Imagine Dragons, Anna Calvi, Lykke Li và SOHN cũng xuất hiện trong album này.
"See What I've Become" của nam ca sĩ thu âm, rapper và nhà biên soạn người Mỹ Zack Hemsey được sử dụng trong trailer chính thức của Những kẻ nổi loạn, nhưng không được bao gồm trong album nhạc phim.

### Đĩa đơn quảng bá
Ngày 2 tháng 3 năm 2015, đĩa đơn quảng bá đầu tiên từ album, "Holes in the Sky", được phát hành. Bài hát được trình bày bởi ban nhạc M83 cùng với HAIM. Về sự kết hợp này, HAIM nói, "cùng tôi đã là người hâm mộ của Anthony Gonzalez và M83 từ rất lâu rồi nên khi anh ấy mời chúng tôi hát bài hát này chúng tôi đã rất mê ly. Chúng tôi đã có những khoảng thời gian tuyệt vời nhất ở trong phòng thu với anh ấy, Mọi thứ đều diễn ra quá nhanh và rất dễ dàng và tự nhiên. Chúng tôi rất vui mừng khi là một phần của bộ phim này."
Đĩa đơn quảng bá thứ hai, "Never Let You Down" của Woodkid hợp tác với Lykke Li được phát hành vào ngày 9 tháng 3 năm 2015, trong khi đó đĩa đơn quảng bá thứ ba, "Sacrifice" của Zella Day, được phát hành vào ngày 12 tháng 3 năm 2014.
Ngoài ra có hai bài hát trong album, "Blood Hands" của Royal Blood vốn đã được chính thức phát hành trước đó vào tháng 8 năm 2014 trong album phòng thu năm 2014 của ban nhạc, và "Warriors" của Imagine Dragons, vốn được biên soạn để quảng bá cho Chung kết thế giới Liên Minh Huyền Thoại năm 2014 và được phát hành dưới định dạng đĩa đơn số vào ngày 18 tháng 9 năm 2014.

### Danh sách bài hát
Album bao gồm tám bài hát, đối lập về số lượng với mười sáu bài hát nhạc phim cho bộ phim đầu tiên.
| STT              | Nhan đề              | Sáng tác                                   | Nghệ sĩ                      | Thời lượng |
| ---------------- | -------------------- | ------------------------------------------ | ---------------------------- | ---------- |
| 1.               | "Holes in the Sky"   | Anthony Gonzalez, Dia Frampton             | M83 hợp tác với Haim         | 4:21       |
| 2.               | "Blood Hands"        | Mike Kerr, Ben Thatcher                    | Royal Blood                  | 3:07       |
| 3.               | "Never Let You Down" | Woodkid, Lykke Li Zachrisson, Jeff Bhasker | Woodkid hợp tác với Lykke Li | 4:32       |
| 4.               | "The Heart of You"   | Anna Calvi, Andrew Wyatt, Adrian Utley     | Anna Calvi                   | 5:49       |
| 5.               | "Sacrifice"          | Zella Day, Xandy Barry, Wally Gagel        | Zella Day                    | 4:00       |
| 6.               | "Carry Me Home"      | SOHN                                       | SOHN                         | 4:09       |
| 7.               | "Warriors"           | Dan Reynolds                               | Imagine Dragons              | 2:52       |
| 8.               | "Convergence"        | Joseph Trapanese                           | Joseph Trapanese             | 4:04       |
| Tổng thời lượng: | Tổng thời lượng:     | Tổng thời lượng:                           | Tổng thời lượng:             | 32:14      |

## The Divergent Series: Insurgent – Original Motion Picture Score
Ngày 25 tháng 11 năm 2014, Joseph Trapanese được xác nhận là nhà soạn nhạc chính thức của Những kẻ nổi loạn. Anh trước đó đã từng biên khúc bổ sung cho bộ phim đầu tiên, Dị biệt. Về phần nhạc nền của bộ phim, Trapanese phát biểu, "Bộ phim đầu tiên bao gồm rất nhiều phần âm nhạc, các bài hát từ những nghệ sĩ như Woodkid và Ellie Goulding. Nó cho bộ phim một thứ gì đó để dựa vào, để thực sự mang bạn đi hết cuộc hành trình. Bộ phim này, có nhiều hiểm nguy và nhiều đe dọa hơn. Chúng tôi đã tỉnh lược các bài nhạc phim, tập trung nhiều hơn vào phần nhạc nền. Phần nhạc nền sẽ tối tăm và dữ dội hơn." Album nhạc nền được phát hành bởi Interscope Records vào ngày 17 tháng 3 năm 2015.

### Danh sách bài hát
1. "We Found It" – 4:42
2. "Amity" – 3:50
3. "Dauntless Arrive" – 3:47
4. "Escaping Amity" – 3:42
5. "Train Attack" – 3:17
6. "Progeny" – 1:55
7. "Candor" – 5:02
8. "Truth Serum" – 6:22
9. "Test Subject" – 1:38
10. "Raiding Candor" – 1:33
11. "Dauntless Havoc" – 4:41
12. "Surrender The Traitor" – 3:35
13. "You’re Worth It" – 3:37
14. "Tris Meets The Box" – 5:51
15. "Dauntless" – 5:19
16. "Erudite" – 4:39
17. "Final Sim – 4:37
18. "You’re Real" – 4:26
19. "I’m The Real You" – 3:36
20. "The Message" – 2:59